# Роман з каменем
«Рома́н з ка́менем» (Роман про камінь) (англ. «Romancing The Stone») — пригодницький фільм режисера Роберта Земекіса за сценарієм Даян Томас, продюсований Майклом Дугласом. Світові касові збори склали 86 мільйонів доларів, і ще 36 мільйонів фільм зібрав в відеопрокаті. Прем'єра відбулась 30 березня 1984 року, а в наступному році на екрани вийшов сиквел — «Перлина Нілу».
Письменниця Джоан Вайлдер встряє у пригоду в дусі її романів. Коли її сестру викрадають в Колумбії, Джоан доводиться доставити зловмисникам карту, що веде до скарбу. Дорогою її супутником стає торговець Джек Колтон, чиї навички саме виявляються корисними для протистояння бандитам і пошуків скарбу.

## Сюжет
Джоан Вайлдер — успішна, проте самотня письменниця жіночих романів. У своїй квартирі в Нью-Йорку вона дописує чергову книгу і святкує це біля каміну з улюбленим котом. Вона мріє зустріти чоловіка, схожого на героя свого роману, ковбоя Джессі.
Наступного ранку вона поспішає на зустріч із Глорією, її подругою і видавцем. Письменниця розповідає, що в її сестри Елейн, яка перебуває в Колумбії, загинув чоловік Едуардо. Тим часом невідомий (полковник Золо) намагається вдертися до її квартири і вбиває випадкового свідка. Джоан виявляє квартиру пограбованою, до неї телефонує Елейн і повідомляє сестрі, що її викрали бандити Айри. Аби її звільнили, Джоан повинна привезти в Колумбію карту, послану Едуардо поштою. Глорія відмовляє Джоан від поїздки, але та все ж вирушає до сестри.
Золо обманює Джоан, сказавши сісти на неправильний автобус, що завозить її вглиб Колумбії та потрапляє в аварію. Золо намагається відібрати карту, але його проганяє Джек Колтон, торговець птахами. Той погоджується допомогти, але за гроші. Дорогою обоє потрапляють у зливу, втративши майже всі свої речі, та зазнають переслідування підкупленої Золо поліції. Вони ховаються у впалому серед джунглів літаку, де виявляють вантаж наркотиків. Побачивши карту, Джек здогадується, що вона вказує на якийсь скарб поблизу — «Ель Корасон». Він пропонує знайти «Ель Корасон», який вочевидь і шукають викрадачі, та врятувати Елейн.
Джоан і Джека оточують торговці наркотиками, але місцевий житель Хуан, впізнавши письменницю, радо приймає їх. Хуан рятує їх від людей Золо на авто й доставляє до міста. Тим часом Джоан розшукує посіпака Айри Ральф, але повсякчас не встигає за нею. Випадково він бачить її в місті. Джоан розплачується з Джеком, який купує їй за ці гроші новий одяг і замовляє номер у готелі. Коли ввечері Джек запрошує Джоан на танець, Ральф намагається викрасти карту, проте його помічають. Джек обіцяє Джоан, що коли пригода закінчиться, він здійснить свою мрію купити яхту і обоє вирушить у подорож. Наступного дня прибувають люди Золо, тож Джоан з Джеком потай тікають.
Вони відшукують вказане на карті місце та печеру за водоспадом. Їм вдається знайти статуетку, в якій сховано смарагд. В цю мить до печери вривається Ральф з вимогою віддати камінь. У свою чергу їх усіх знаходить Золо. Джоан із Джеком відриваються від переслідувачів, але їх розділяє річка. Джоан гнівається на Джека, думаючи, що той все підлаштував зумисне аби заволодіти смарагдом.
У Джоан лишається карта і вона доставляє її в Картахену, як і назначили викрадачі сестри. Айра отримує карту й відпускає сестер. Там же опиняються Джек, Ральф і Золо. Аби вивідати де камінь, Золо погрожує кинути Джоан у ставок з крокодилами. Джек зізнається, що смарагд у нього й кидає його в ставок. Золо хапає коштовність, та його руку тут же відкушує крокодил. Скориставшись нагодою, бранці тікають. Золо наздоганяє сестер аби помститися. Джоан вдається відбитися, Золо випадково падає на гасовий ліхтар, загорається і падає в яму з крокодилами. Джек, попрощавшись, покидає її, щоб не бути схопленим поліцією.
За якийсь час Джоан повертається до Нью-Йорка, додавши до свого роману власних пригод. На вулиці вона зустрічає Джека, котрий, як і обіцяв, купив яхту і забирає Джоан у подорож.

## У ролях
- Майкл Дуглас — Джек Т. Колтон / Jack T. Colton
- Кетлін Тернер — Джоан Вайлдер
- Денні ДеВіто  — Ральф
- Зак Норман[en] — Айра
- Альфонсо Арау[es] — Хуан
- Rodrigo Puebla — лиходій у поселенні Хуана
- Голланд Тейлор — Глорія
- Мері Еллен Трейнор[en] — Елейн
- Ів Сміт[en] — Місіс Ірвін
- Джо Несноу — Супер
- Жозе Чавез[en] — Сантос
- Evita Muñoz 'Chachita' — / жінка міцної статури (у титрах Chachita)
- Camillo García — водій автобуса
- Paco Morayta — клерк готелю
- Jorge Zamora — / Maitre'D
- Кімберлі Херрін[en] — Ангеліна (у титрах Kym Herrin)
- Вільям Бартон[en] — Джессі (у титрах Bill Burton)
- Ted White[en] — Гроган
- Manuel E. Santiago — продавець
- Рон Сільвер — продавець
- Мануель Охеда — Золо
- Люди Золо:
  - Michael Cassidy
  - Vince Deadrick Sr.
  - Richard Drown
  - Joe Finnegan
  - Jimmy Medearis
  - Jeff Ramsey

## Українське двоголосе закадрове озвучення

### Студія«1+1»(1997)
Ролі озвучували: Остап Ступка та Лариса Руснак

### Телекомпанія«Новий канал»(2008)
Ролі озвучували: Олег Лепенець та Наталя Ярошенко

## Нагороди
- Номінація на премію Оскар за найкращий монтаж.
- Премія Золотий глобус за Найкращий фільм (комедія) і Найкраща жіноча роль (комедія) (Кетлін Тернер)

## Книги
Частиною промокампанії фільму, як і його сиквелу «Перлина Нілу», стала публікація однойменних новелізацій, авторкою яких вказана Джоан Вайлдер, а фактично написала Кетрін Ланіган.